# Грицай, Александр Андреевич
Алекса́ндр Андре́евич Грица́й (укр. Олександр Андрійович Грицай; род. 5 апреля 1928 года, ныне Черкасской области — ?) — советский партийный деятель, председатель исполкома Черкасского областного совета. Член Ревизионной Комиссии КПУ в 1971 — 1976 г. Кандидат в члены ЦК КПУ в 1976 — 1981 г.

## Биография
Родился в крестьянской семье. В 1948 году окончил Черкасский техникум механизации сельского хозяйства.
В 1948 — 1956 г. — техник-механик машинно-тракторных станций (МТС) в Киевской области; бригадир производственного участка лесозащитной станции; инженер Черкасского областного управления сельского хозяйства; служил в рядах Советской армии.
В 1955 году стал членом КПСС.
В 1956 — декабре 1964 г. — на партийной работе: инструктор, заместитель заведующего сельскохозяйственным отделом Черкасского областного комитета КПУ; секретарь парткома Христиновского производственного колхозно-совхозного управления Черкасской области. В 1976 — 1-й секретарь Христиновского районного комитета КПУ Черкасской области.
В 1975 году заочно окончил Уманский сельскохозяйственный институт.
В 1976 — 20 декабря 1979 г. — председатель исполнительного комитета Черкасского областного Совета народных депутатов.
С декабря 1979 — 1-й секретарь Драбовского районного комитета КПУ Черкасской области.